# Bernardo Fernandes da Silva Junior
Bernardo Fernandes da Silva Junior (14 de maig de 1995), simplement conegut com a Bernardo, és un futbolista professional brasiler que juga de lateral o centrecampista pel Brighton & Hove Albion FC anglés. És fill de l'exfutbolista Bernardo Fernandes da Silva.